# Aundray Bruce
(en) Statistiques sur pro-football-reference
Aundray Bruce, né le 30 avril 1966 à Montgomery, en Alabama est un joueur américain de football américain. Il joue comme linebacker et tight end en tant que professionnel. En tant que footballeur universitaire, il joue au poste de defensive end pour les Tigers de l’université d'Auburn avant de jouer pour les Falcons d'Atlanta et les Raiders de Los Angeles / d'Oakland de la NFL.

## Jeunesse
Bruce est né à Montgomery, en Alabama. Il fréquente le lycée George Washington Carver à Montgomery.

## Carrière universitaire
Bruce est nommé All-Southeastern Conference en 1986 et 1987, All-America en 1987 et MVP du Citrus Bowl en 1987. Il attire d'abord l'attention nationale lors d'un match retransmis par la télévision nationale en 1987 contre les Yellow Jackets du Georgia Institute of Technology en interceptant trois passes, en retournant une pour un touchdown et en réalisant 10 tackles en solo. En entrant dans la draft de la NFL, il espérait devenir le prochain Lawrence Taylor, mais une fois sélectionné, il est décrit comme « incontestablement le choix n ° 1 le plus décevant de la décennie. »,. 

## Carrière professionnelle
Bruce est sélectionné par les Falcons d'Atlanta avec le premier choix de la draft 1988 de la NFL. Bien qu'il soit le premier choix général, Bruce n'est titulaire que de 41 matchs en 11 ans de carrière. Bruce joue son rôle le plus important dans l'équipe des Falcons lors des playoffs de 1991 lorsqu'il dispute les match en attaque en tant que tight end mais joue également en défense.  
Il signe avec les Raiders de Los Angeles en tant qu'agent libre en 1992 et y termine sa carrière,.  
Bruce dispute 151 matchs au cours de sa carrière de 11 saisons, affichant 32 sacks et quatre interceptions. Bruce conclut sa carrière après sept saisons à Oakland. Il est généralement considéré comme l'un des plus grands échecs de l'ère moderne de la draft. À ce jour, en 2019, aucune autre équipe n'a sélectionné de linebacker avec le premier choix de draft. 

## Carrière d'entraîneur
Bruce est actuellement entraîneur de ligne défensive pour les Eagles de l'université Faulkner à Montgomery, en Alabama.